# Roberto Ferruzzi
Roberto Ferruzzi (16. prosince 1853 Šibenik – 16. února 1934 Benátky) byl italský malíř narozený v Chorvatsku. Jeho nejznámějším obrazem je Madonnina.

## Životopis
Narodil v italským rodičům v Šibeniku (dnes Chorvatsko, tehdy Rakouská říše). Ve čtyřech letech se s rodinou přestěhoval do Benátek. Po smrti svého otce, právníka, se vrátil do Dalmácie a studoval klasickou literaturu. V roce 1868 odjel do Benátek a zapsal se na Liceo Marco Foscarini. Poté nastoupil na univerzitu v Padově, kde získal magisterský titul v oboru práv. Nicméně právem se nakonec neživil a stal se učitelem. Poté se přestěhoval do Torreglia. Poprvé vystavoval v Turíně roku 1883. V roce 1887 vystavil v Benátkách plátno s názvem La prima penitenza, zobrazující chlapce, který se modlí růženec jako pokání za špatné chování, zatímco jeho babička vypadá pobaveně. V roce 1897 namaloval slavnou Madonninu a vyhrál s ní druhé benátské bienále v roce 1897.